# فيليب نولان
فيليب نولان (بالإنجليزية: Philip Nolan)‏ هو قرصان وتاجر أمريكي، ولد في 1771 في بلفاست في المملكة المتحدة، وتوفي في 21 مارس 1801.